# John Walker (nhà phát minh)

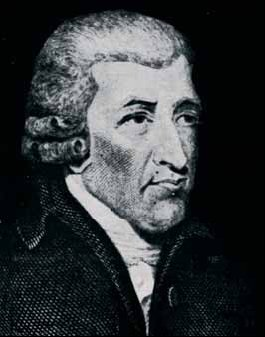
John Walker

John Walker (29 tháng 5 năm 1781 – 1 tháng 5 năm 1859) là một nhà hóa học người Stockton-on-Tees, ông là người đã tình cờ sáng chế ra diêm quẹt năm 1826 bằng cách trộn clorat kali với antimony sulfide. Lần bán hàng đầu tiên từ cửa hàng của ông được ghi nhận là ngày 7 tháng 4 năm 1827 dưới cái tên 'friction lights'. Ông đã từ chối đăng ký bản quyền phát minh của mình mà thay vào đó thích theo đuổi các nghiên cứu khoa học của mình hơn. Ông không tiết lộ thành phần chính xác của diêm quẹt do mình tạo ra.
Ông có danh tiếng tại địa phương như là một nhà thực vật học, ông đã bày tỏ mối quan tâm đối với việc nghiên cứu khoáng vật học, và đã giành nhiều thời gian để thực hiện các thí nghiệm hóa học. Walker không bao giờ cưới vợ và sống với một cô cháu của mình. Ông được nhiều người biết đến với lối ăn mặc, một mũ lưỡi trai cao, cà vạt trắng, bít tất dài xám, quần ống túm đầu gối nâu xám và áo đuôi tôm nâu. Ông mất năm 1859 ở Stockton-on-Tees, và được chôn cất ở khu đất của Nhà thờ St Mary ở Norton gần đó.